# Бидуино
Бидуи́но (итал. Buduino; вторая половина XII века) — итальянский скульптор и архитектор, работавший во второй половине XII века.

## Биография
Годы жизни неизвестны. Некоторые исследователи предполагают, однако без какого бы то ни было основания, что Бидуино был уроженцем фракции Бидоньо коммуны Каприаска (современный кантон Тичино, Швейцария). Работал в Тоскане в последней четверти XII века, в Пизе был учеником Гульельмо и находился под влиянием Груамонте. Под руководством Бонанно выполнял работу скульптора по мрамору при строительстве колокольни Пизанского собора, где его работы (частично подписанные, частично предположительные) относятся к 1174—1175 годам. 
К 1180 году относятся работы Бидуино по созданию портала церкви Сан-Кассьяно в Сеттимо. Влияние Бонанно на эту его работу проявляются в том числе в многочисленных орнаментах в виде роз, которые в то же время используются Бонанно в его бронзовых вратах для собора Монреале, наследие Гульельмо отражается в некоторых фигурах, например, на среднем архитраве Сан-Кассьяно. Исследователи кроме того предполагают, что Бидуино был также подвержен влиянию провансальской скульптуры, выраженной в формах животных и чудовищ, использованных им на портале Сан-Кассьяно. Использование удлинённых фигур показывают византийское влияние на его творчество.
К позднейшим работам Бидуино относятся три подписанные мастером работы — архитравы церквей Сант-Анджело-ин-Кампо, Сан-Сальваторе, обе в Лукке и Сан-Леонарда-аль-Фриджидо в Массе (ныне в собрании Метрополитен-музея, Нью-Йорк). Существует также гипотеза, согласно которой относящийся к 1167 году архитрав церкви Сан-Бартоломео-ин-Пантано в Пистое, который обычно приписывают Груамонте, в действительности является ранней работой Бидуино. Также существует предположение, что его работой является горельеф архангела Михаила (1170 год), ранее располагавшийся на фасаде Пизанского собора, а сегодня хранящийся в музее Сан-Маттео в Пизе.
Также некоторые исследователи относят к предположительным работам Бидуино некоторые иные объекты, в том числе: могильную плиту на фасаде приходской церкви Санта-Мария-Ассунта-э-Сан-Йакопо в Капаннори, горельеф Спасителя в старой церкви Санти-Йакопо-Кристофоро-эд-Элиджо в Альтопашо, амвон приходской церкви Сан-Микеле-а-Гропполи в Пистое, а также начало работ на амвоне Собора Вольтерры, оконченного другими мастерами в конце XII или в первые годы XIII века.
Деятельность Бидуино привела к появлению большого количества подражателей, работавших в Тоскане в начале XIII века.

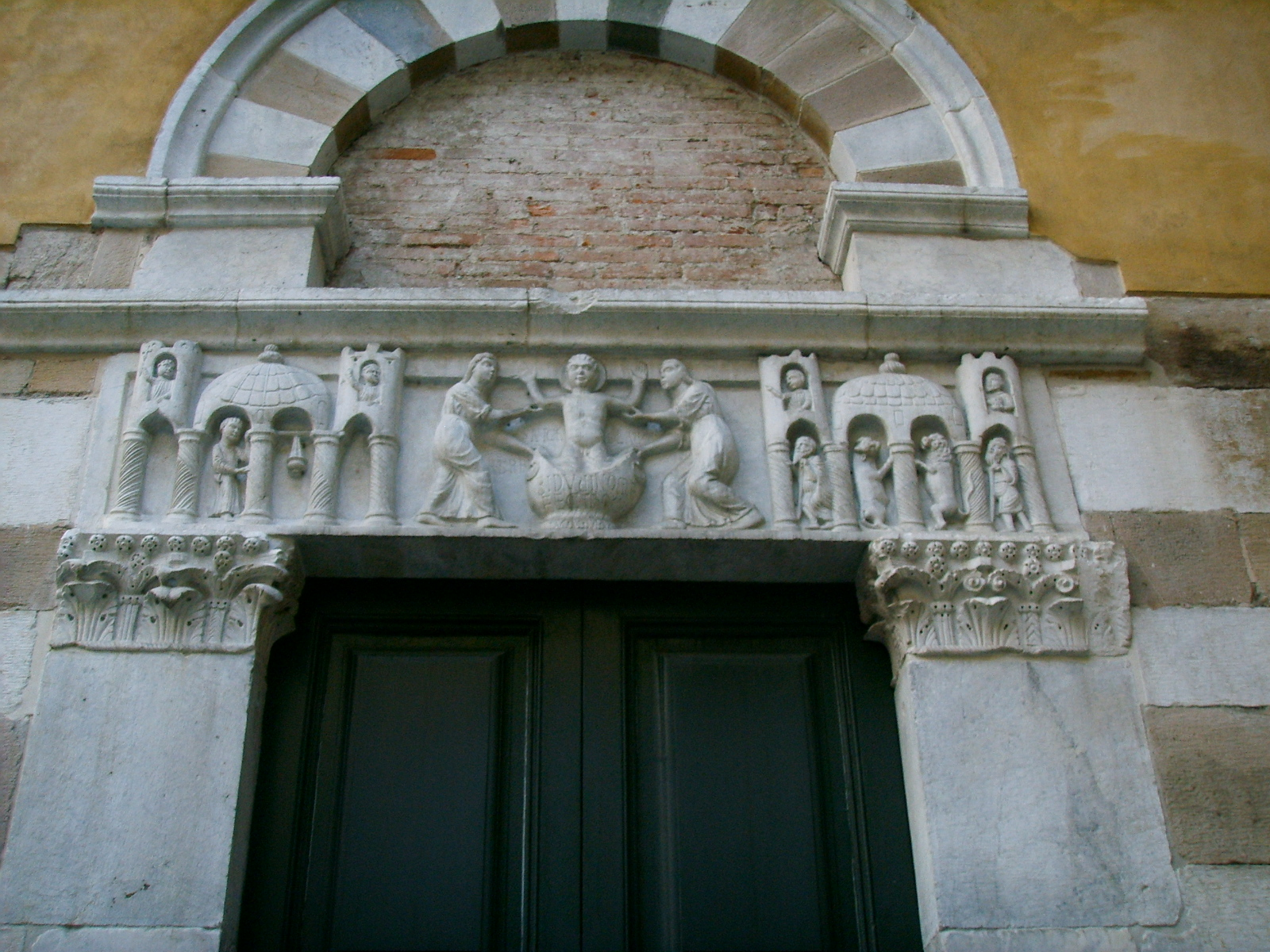
Архитрав церкви Сан-Сальваторе
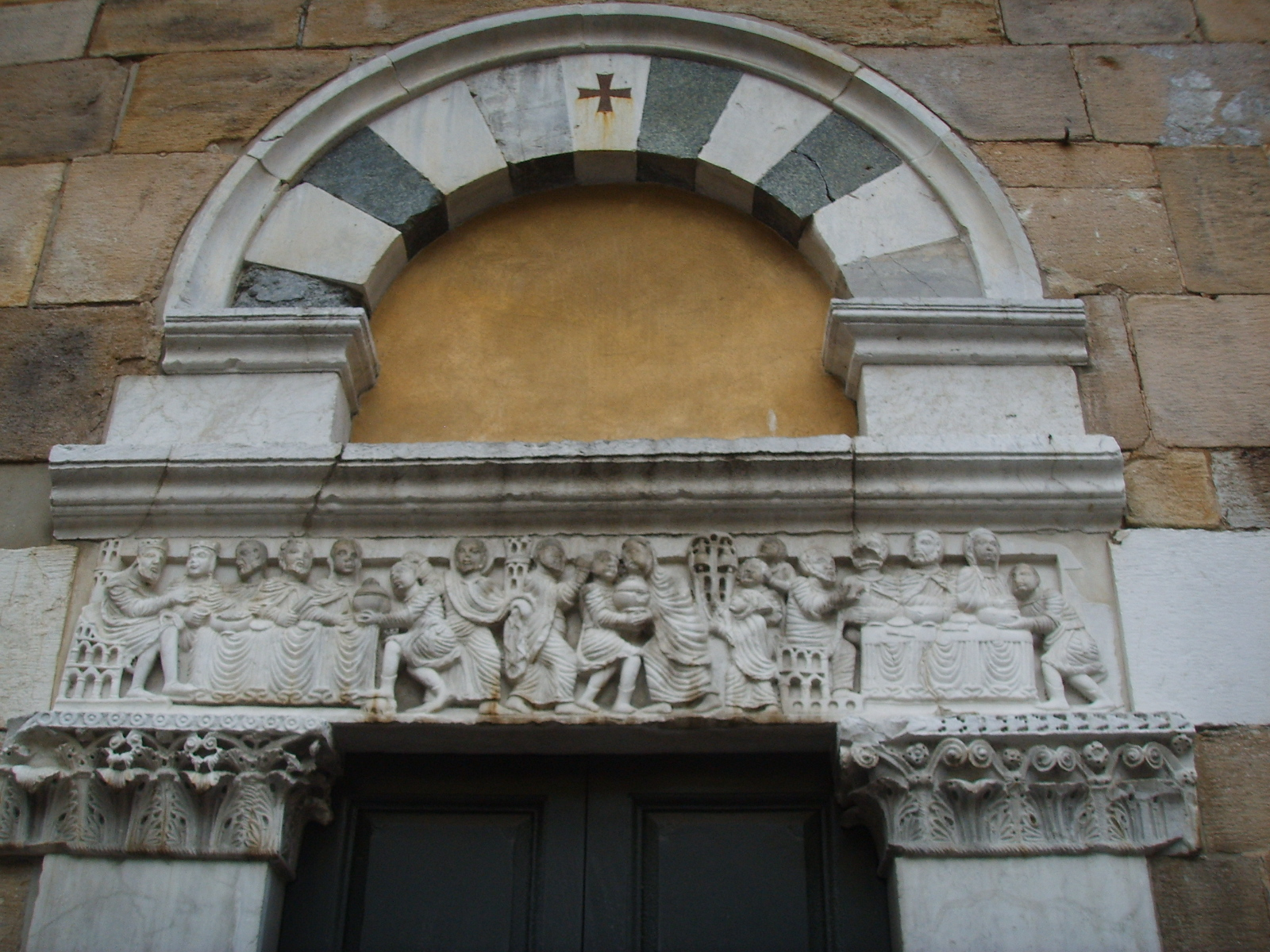
Архитрав церкви Сан-Сальваторе
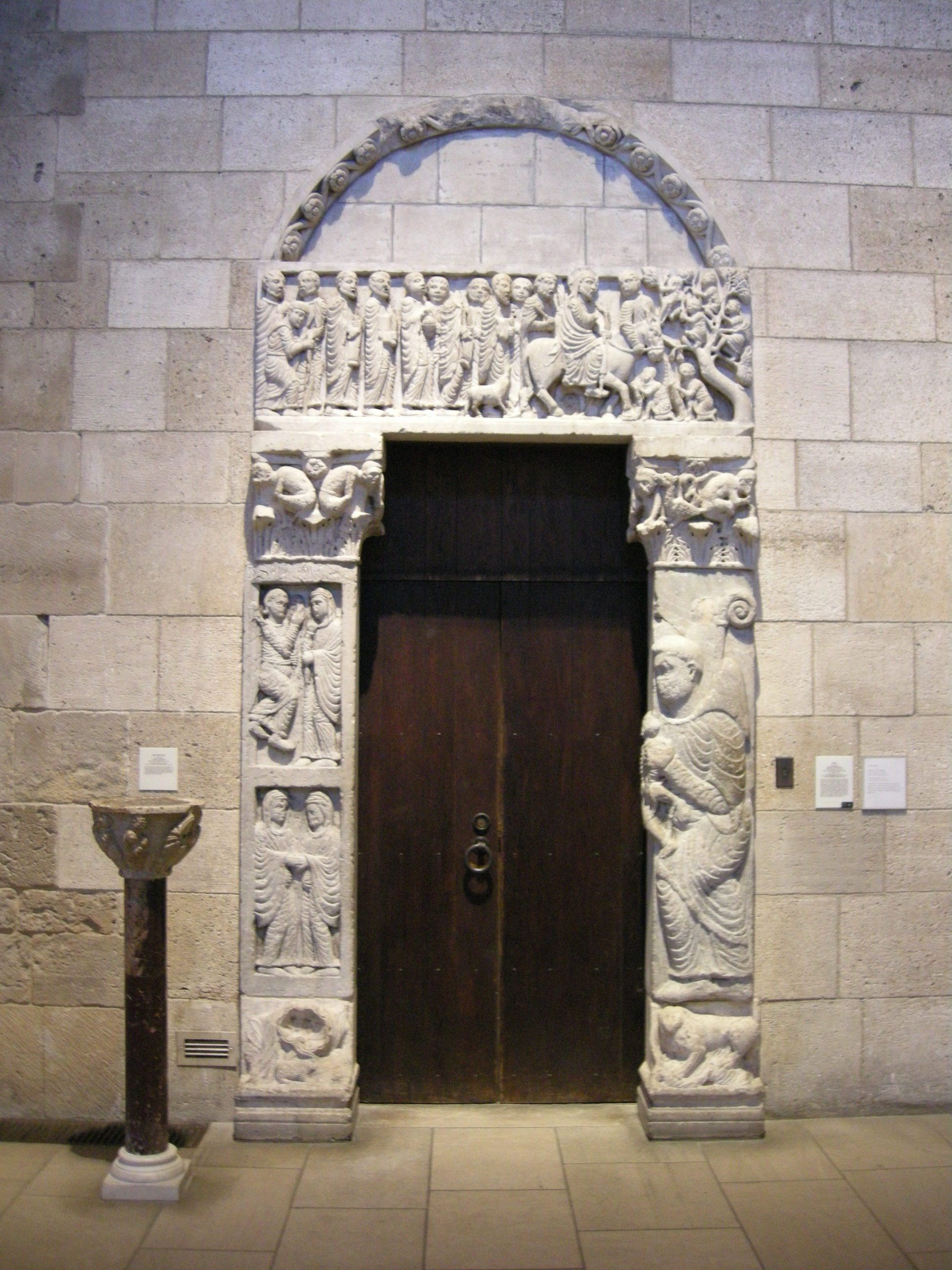
Портал церкви Сан-Леонардо-аль-Фриджидо
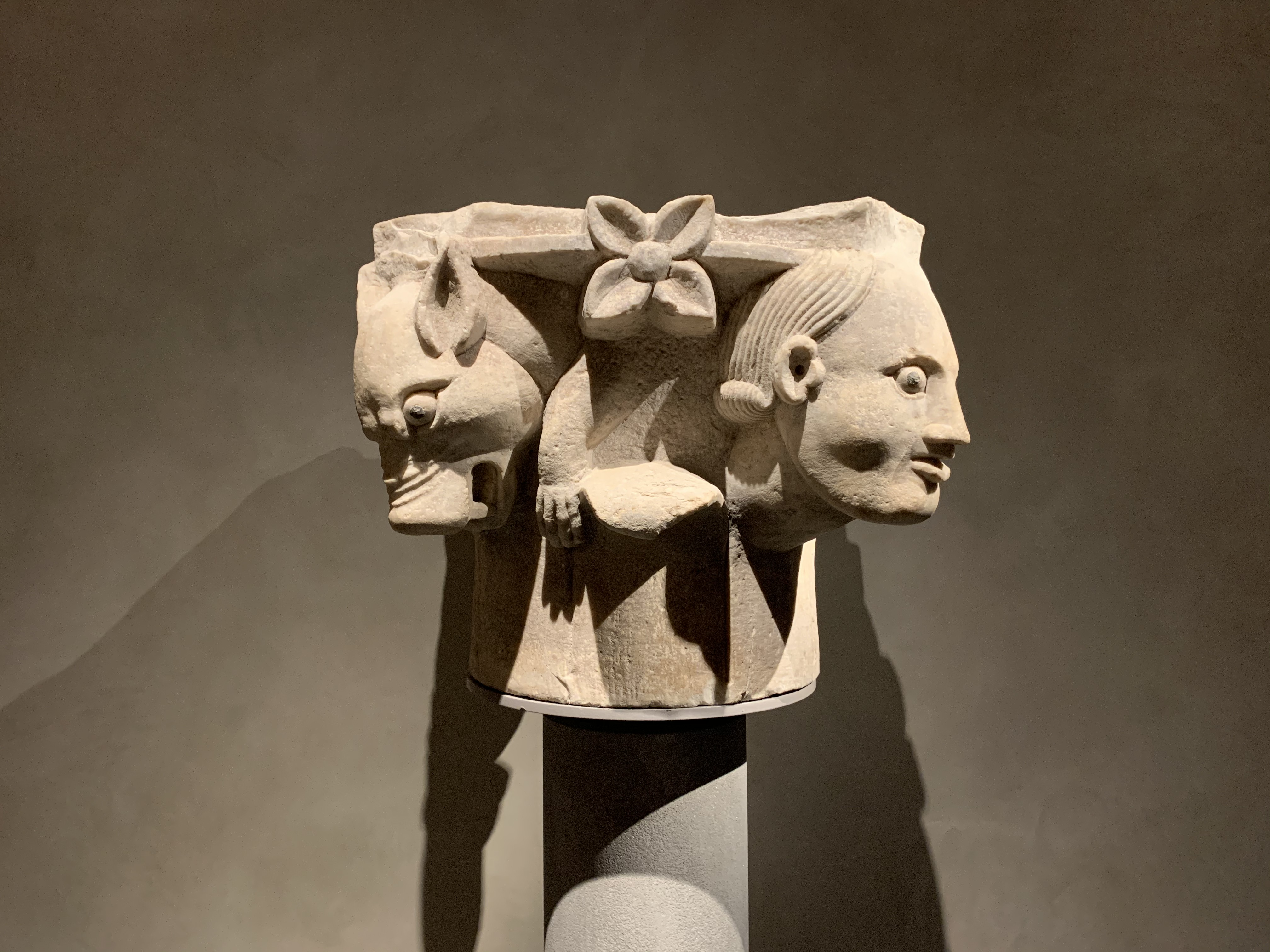
Капитель
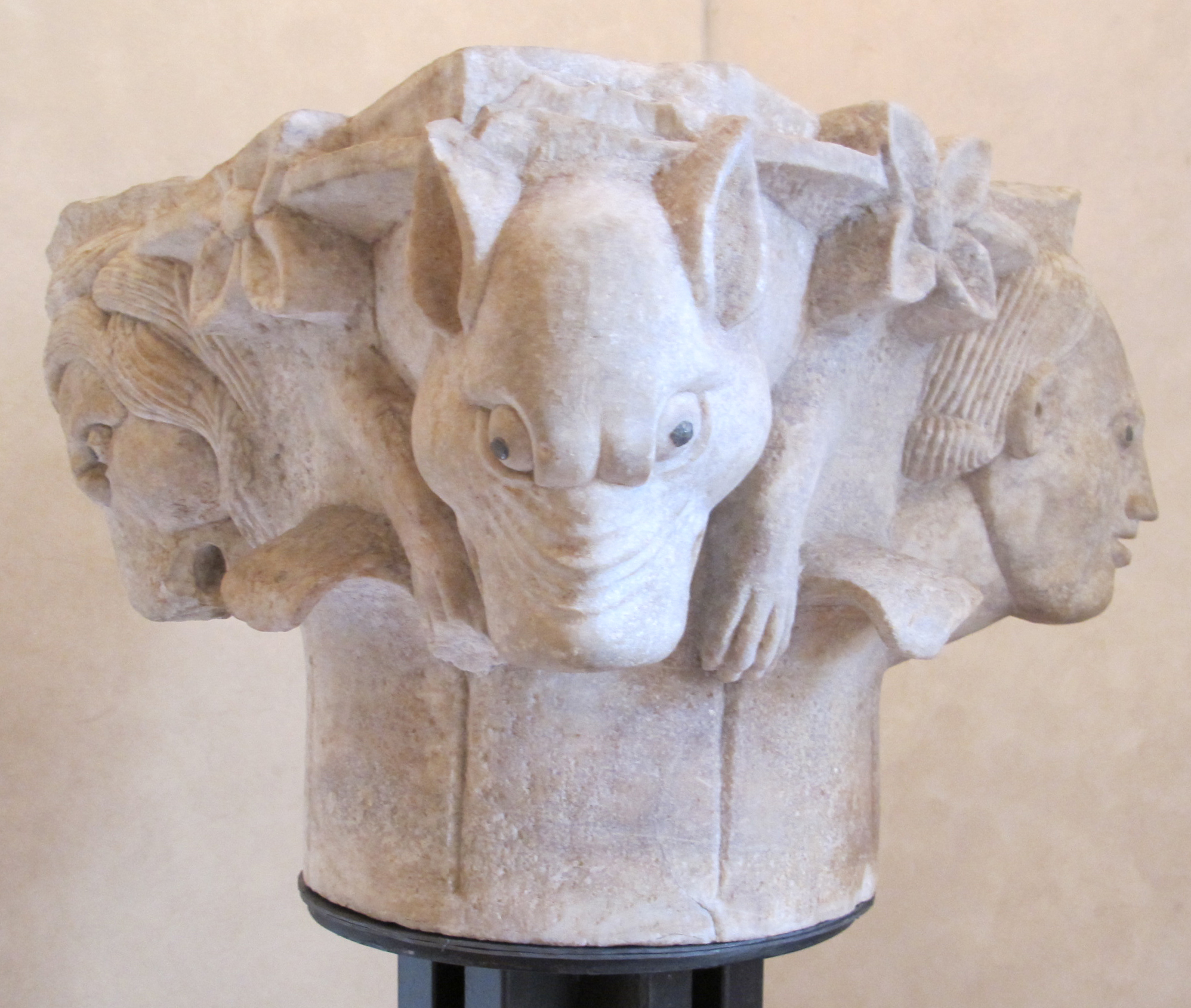
Капитель